# Dorota Konstantynowicz
Dorota Konstantynowicz (ur. 6 września 1964) – polska koszykarka, mistrzyni Polski.
Przez całą karierę reprezentowała łódzkie kluby. Jest wychowanką ŁKS-u Łódź.

## Osiągnięcia
- Mistrzyni Polski (1983)
- Awans do II ligi z ŁKS-em II Łódź (1982)
- Brązowa medalistka Ogólnopolskiej Spartakiady Młodzieży (1982)